# Hasan Šejk Mohamúd
Hasan Šejk Mohamúd (somálsky: Xasan Sheekh Maxamuud; * 29. listopadu 1955) je somálský politik, od května 2022 prezident Somálska. Předtím zastával tento úřad v letech 2012 až 2017.

## Život
Většinu své kariéry působil jako univerzitní profesor a děkan na univerzitě SIMAD, kterou spoluzaložil.

### Politika
V roce 2012 byl zvolen prezidentem Přechodné federální vlády (TFG), tudíž začal plnit funkci prezidenta země. Časopis Time ho v roce 2013 zařadil na výroční seznam 100 nejvlivnějších lidí světa. V roce 2014 kontroverzně uvítal vstup etiopských jednotek do mise Africké unie po invazi v roce 2006. Jeho první vláda čelila vážné kritice kvůli bující korupci, omezování médií a zneužívání moci.
Po ztrátě moci v roce 2017 se stal zakladatelem a současným předsedou strany Svaz pro mír a rozvoj. Dne 15. května 2022 byl nepřímo zvolen prezidentem Somálska. Stalo se tak podruhé co začal zastávat tento úřad.